# Deutsche Gesellschaft für Nephrologie
Die Deutsche Gesellschaft für Nephrologie e. V. (DGfN) ist die medizinische Fachgesellschaft für klinische und wissenschaftliche Nephrologie. Der Präsident der Gesellschaft ist Martin Kuhlmann, Past-Präsident ist Hermann Pavenstädt. Der Verein ist selbst Mitglied in der Deutschen Allianz Nichtübertragbare Krankheiten sowie der Arbeitsgemeinschaft der Wissenschaftlichen Medizinischen Fachgesellschaften e. V. (AWMF); dieser Verein ist der deutsche Dachverband von 184 Fachgesellschaften der Medizin.
Ehrenmitglieder sind zum Beispiel Reinhard Brunkhorst und Eberhard Ritz sowie die Verstorbenen Karl Julius Ullrich, Adalbert Bohle, Kurt Kramer, Klaus Thurau, François Reubi, Hans Joachim Sarre und Ernst Wollheim. Der erweiterte Vorstand besteht aus 77 Mitgliedern.
Vergeben werden Wissenschaftspreise und Stipendien.

## Geschichte
Die Gesellschaft für Nephrologie (GfN) von Deutschland (damalige Bundesrepublik), der Schweiz und Österreich wurde am 10. April 1961 in Wiesbaden in Hessen gegründet. Diese GfN hatte 2008 mehr als 1100 Mitglieder. Die praktischen Probleme der Nierenersatztherapie wurden seit 1971 zusätzlich in der Arbeitsgemeinschaft für klinische Nephrologie (AGKN) diskutiert.1966 wurde die Gesellschaft der Nephrologie der DDR (GdN) gegründet. Offizielle Beziehungen zur westdeutschen GfN bestanden nicht. 1990/1991 kam es im Zuge der Wende zur Zusammenführung der GdN der DDR mit der westdeutschen AGKN zur DAGKN (Deutsche AGKN).
2008 wurde nach der Fusion von GfN und DAGKN die Deutsche Gesellschaft für Nephrologie (DGfN) gegründet, um durch Bündelung aller nephrologischen Aktivitäten das Fachgebiet und damit auch die wirtschaftlicher Interessen der Mitglieder (aus Klinik, universitärer Forschung und Niederlassung) zu stärken. Die DGfN ist eine wissenschaftlich-medizinische Fachgesellschaft und als solche Mitglied in der AWMF (Arbeitsgemeinschaft der Wissenschaftlichen Medizinischen Fachgesellschaften e. V.). Die DGfN ist gemeinnützig.
Der Vereinszweck wird in der Satzung folgendermaßen beschrieben: „die Förderung von Wissenschaft und Forschung, Erziehung, Volks- und Berufsbildung sowie des öffentlichen Gesundheitswesens und der öffentlichen Gesundheitspflege auf dem Gebiet der Nephrologie, einschließlich der Erforschung der Nierenfunktion, von Nierenerkrankungen inklusive deren Prävention und Behandlung und ihren Auswirkungen, sowie auf dem Gebiet der Bluthochdruckerkrankungen.“ In einem Mission Statement wurden drei konkrete Ziele definiert:
- die Stärkung von Forschung, Fort- und Weiterbildung,
- die optimale Versorgung von Patienten mit Nieren- und Hochdruckkrankheiten und
- die Stärkung des Fachs Nephrologie.[2]

## Aufgaben
Die Nephrologie befasst sich mit der Pathogenese, der Diagnostik, der Prävention und der Therapie aller Nierenerkrankungen (hereditär, immunologisch, tubulointerstitiell) und auch mit Systemerkrankungen mit Nierenbeteiligung (zum Beispiel Diabetes mellitus, Antiphospholipid-Syndrom und Lupus erythematodes).
Ein Schwerpunkt der Nephrologie und damit auch ihrer Fachgesellschaft ist die Nierenersatztherapie für Menschen mit einer terminalen Niereninsuffizienz. Als Nierenersatztherapien stehen Dialyse und Nierentransplantation zur Verfügung, letztere ist aufgrund des Mangels an Spenderorganen oft nur nach vielen Jahren des Wartens verfügbar. Die meisten Patienten müssen sich daher der Dialysebehandlung unterziehen, entweder als Zentrumsdialyse oder als Heimdialyse. Die Nephrologie ist das einzige Fachgebiet, das Patienten eine dauerhafte Organersatztherapie anbieten kann. Betroffenen wird durch die Dialysebehandlung über Jahre und Jahrzehnte ein Überleben bei relativ guter Lebensqualität ermöglicht – trotz Komplettausfalls des überlebenswichtigen und komplexen Organs „Niere“.
Weitere Kernbereiche der Nephrologie sind die Versorgung nierentransplantierter Patienten, das akute Nierenversagen, das chronische Nierenversagen und andere extrakorporale Therapieverfahren neben der Dialyse (zum Beispiel Lipidapherese, Plasmapherese, Immunadsorption, Leberersatztherapie), die Behandlung von Elektrolytstörungen und von Störungen des Säure-Basen-Haushalts sowie die arterielle Hypertonie. Auch die Behandlung von Begleiterkrankungen der chronischen Niereninsuffizienz (Mineral- und Knochenstoffwechselstörungen, Anämie, Neuropathien) sowie Maßnahmen zur Verlangsamung der Progression von Nierenkrankheiten fallen in den Aufgabenbereich von nephrologisch tätigen Ärztinnen und Ärzten.
Ein wesentlicher Schwerpunkt ist darüber hinaus die Prävention von chronischen Nierenkrankheiten, die in den Spätstadien zur Notwendigkeit einer Nierenersatztherapie (Dialyse/Nierentransplantation) führen. Die Fachgesellschaft nutzt den jährlichen Weltnierentag, um auf die Möglichkeiten der Prävention aufmerksam zu machen.

## Dialysezentren
Seit Mitte 2006 liefern alle Dialysezentren in Deutschland Daten zur Ergebnisqualität ihrer Arbeit an den Gemeinsamen Bundesausschuss (G-BA). Die DGfN bemüht sich seitdem vergeblich, diese Sekundärdaten für wissenschaftliche Analysen zu erhalten. Der G-BA begründet seine Ablehnung mit der aktuellen Gesetzeslage. Das ist umso bedauerlicher, da Deutschland eines der wenigen europäischen Länder ist, das (seit 2007) kein Dialyseregister mehr hat. Die Daten wären dringend erforderlich, um valide die Prävalenz und Neuerkrankungsrate zu erfassen und Ländervergleiche zu ermöglichen. Von 1996 bis 2006 hatte es mit „Quasi-Niere“ ein bundesweites Register für die Nierenersatztherapie (Chronische Dialyse und Nierentransplantation) gegeben. Davor waren die Daten von den Dialysezentren (seit den 1970er Jahren) an die „Europäische Dialyse- und Transplantations-Gesellschaft“ gemeldet und von dieser, zusammengefasst nach den einzelnen Ländern, veröffentlicht worden.

## Niereninsuffizienz
Im Mai 2022 hat die Deutsche Gesellschaft für Nephrologie auf die Notwendigkeit einer neuen deutschen Nomenklatur für chronische Nierenkrankheiten nach dem englischsprachigen Vorbild hingewiesen. Danach will eine Arbeitsgruppe deutschsprachiger Nephrologen den Begriff Niereninsuffizienz vermeiden; aus der „chronischen Niereninsuffizienz“ soll die „chronische Nierenkrankheit“ werden. Nach dem Kodierleitfaden der DGfN „besteht eine chronische Nierenkrankheit, wenn ... eine Niereninsuffizienz ... vermutet werden kann.“
In einer Stellungnahme verbreitet die DGfN die Behauptung: „Hohe Serum-Kreatinin-Werte ohne Nierenkrankheit gibt es nicht.“ Dabei wird die häufige physiologische Oligurie bei vermehrter tubulärer Rückresorption zum Beispiel bei Sportlern vergessen. Allgemein ist an die Extrarenalsyndrome nach Wilhelm Nonnenbruch zu denken, also an die Niereninsuffizienz ohne Nierenkrankheit.
Der ehemalige Gesellschaftspräsident Jan-Christoph Galle will das Wort Insuffizienz vermeiden, weil es „negativ belegt“ sei, und es durch Krankheit oder Versagen ersetzen.

## Kuratorium
Im Kuratorium sind neben dem KfH Kuratorium für Dialyse und Nierentransplantation („KfH“: frühere Bezeichnung war „Kuratorium für Heimdialyse“, die Abkürzung wurde beibehalten)
zahlreiche Pharmafirmen als Fördermitglieder vertreten, darunter zum Beispiel die Firma Fresenius Medical Care.

## Publikationen
Die Mitgliederzeitschrift „DGfN Mitteilungen“ wurde 2010 ins Leben gerufen und hat eine Auflage von etwa 3.000 Exemplaren. Sie gilt als eines der wichtigsten deutschen Journale im Bereich der Nieren- und Hochdruckkrankheiten.
Die Nephrologie (bis Mai 2022 Der Nephrologe) – Zeitschrift für Nephrologie und Hypertensiologie vom Springer-Verlag ist ein Organ des Berufsverbandes Deutscher Internisten und der Deutschen Gesellschaft für Innere Medizin (gegründet 1882). Im Dustri-Verlag erscheint seit 1971 das Fachjournal Nieren- und Hochdruckkrankheiten. Unter den zahlreichen Herausgebern, Beiratsmitgliedern und Autoren dieser Publikationen sind viele Mitglieder der DGfN.

## Wissenschaftspreise
- Franz-Volhard-Preis
- Franz-Volhard-Medaille
- Nils-Alwall-Preis
- Zukunftspreis Nephrologie
- Dr.-Werner-Jackstädt-Preis der Dr.-Werner-Jackstädt-Stiftung
- Apherese-Innovationspreis der Hans-und-Marlies-Stock-Stiftung

Die Franz-Volhard-Medaille war die höchste Auszeichnung der Deutschen Gesellschaft für Nephrologie, die zudem noch den Franz-Volhard-Preis vergab. Seit 2023 vergibt die DGfN diese Preise unter anderen Namen, die nicht mit Franz Volhard, dem weltweit anerkannten Nestor der Nephrologie, verknüpft sind. Der Vorstand der DGfN beschloss diesen Schritt „angesichts der Einstellung und des Verhaltens von Prof. Volhard zum Fehlverhalten von Kollegen und der Tatsache, dass er schon damals geltende medizinethische Grundsätze missachtete.“ Volhard habe nach dem Zweiten Weltkrieg Versuche an KZ-Häftlingen und Versuche an Kindern, die Ende der 1940er Jahre durchgeführt worden waren, gerechtfertigt.